# أذينة كشميرية
الأذينة الكشميرية نوع نباتي يتبع جنس الأذينة (باللاتينية: Phlomis) من الفصيلة الشفوية.

## الموئل والانتشار
موطن هذا النوع وسط آسيا من تركمنستان إلى كشمير وشمال شرق باكستان.